# 진주 평거동 석조여래좌상
진주 평거동 석조여래좌상(晉州 平居洞 石造如來坐像)은 대한민국 경상남도 진주시 평거동 신안사(新安寺) 옛 절터에 있는 고려시대의 석조여래좌상이다. 현재 용화사(龍華寺) 대웅전 본존으로 모시고 있다.
1972년 2월 12일 경상남도의 유형문화재 제67호 평거동 석조여래좌상으로 지정되었다가, 2018년 12월 20일 현재의 명칭으로 변경되었다.

## 개요
경상남도 진주시 평거동 신안사(新安寺) 옛 절터에 있었던 석조여래좌상인데, 지금은 용화사(龍華寺) 대웅전에 있다. 머리를 후에 복원 보수한 이외에 불신은 비교적 잘 남아있다.
넓은 어깨, 당당한 가슴, 잘록한 허리 등에서 통일신라 불상의 특징이 잘 나타나 있으며, 무릎 폭이 넓어 안정감을 준다. 옷은 왼쪽 어깨만 감싸고 있으며, 오른손은 무릎 아래로 향해 내리고 왼손은 가슴에 대고 있다. 부처의 몸에서 나오는 빛을 형상화한 광배(光背)에는 화사한 덩굴무늬와 불꽃무늬가 새겨져 있다.
통일신라 석불양식을 충실히 따르고 있는 고려 초기의 작품이다.

## 참고 자료
- 진주 평거동 석조여래좌상 - 국가유산청 국가유산포털